# Musaeus politus
Musaeus politus Thorell, 1890 è un ragno appartenente alla famiglia Thomisidae.
È l'unica specie nota del genere Musaeus.

## Distribuzione
L'unica specie oggi nota di questo genere è stata rinvenuta sull'isola di Sumatra

## Tassonomia
Inizialmente questo genere è stato solo rimosso dalla sinonimia con Oxytate L. Koch, 1878 su considerazioni in un lavoro dell'aracnologo Ono (1988c); in seguito solo gli esemplari tipo di M. politus Thorell, 1890 sono stati elevati al rango di genere e quindi rientrati a far parte di Musaeus.
Dal 1988 non sono stati esaminati altri esemplari, né sono state descritte sottospecie al 2014.